# 바클레이스 센터
바클레이스 센터(영어: Barclays Center)는 미국 뉴욕주 브루클린에 위치한 실내 경기장이다. NBA 브루클린 네츠와 WNBA 뉴욕 리버티의 홈경기장으로 사용되고 있으며 과거 D-리그 롱아일랜드 네츠와 NHL 뉴욕 아일런더스의 홈경기장으로 사용했다.